# Xibalbaonyx
Xibalbaonyx — вимерлий рід мегалоніхідових наземних лінивців, відомий з пізнього плейстоцену Мексики. Відомі три види: X. oviceps і X. exiniferis з півострова Юкатан і X. microcaninus з Халіско. Рід названий на честь Шибальба, підземного світу в міфології мая.